# Coupe d'Allemagne de football 1957
Navigation
Édition précédente Édition suivante
La coupe d'Allemagne de football 1957 est la quatorzième édition de l'histoire de la compétition. La finale a lieu à Augsbourg au Rosenaustadion. 
Le Bayern Munich remporte le trophée pour la première fois. Il bat en finale le Fortuna Düsseldorf sur le score de 1 but à 0.

## Tour de qualification
Le résultat du tour de qualification.
| Date           | Domicile     | Extérieur     | Score |
| -------------- | ------------ | ------------- | ----- |
| 04 - 08 - 1957 | Spandauer SV | Bayern Munich | 1 - 4 |

## Demi-finales
Les résultats des demi-finales.
| Date           | Club recevant      | Score | Club visiteur     |
| -------------- | ------------------ | ----- | ----------------- |
| 17 - 11 - 1957 | Bayern Munich      | 3 - 1 | 1. FC Saarbrücken |
| 24 - 11 - 1957 | Fortuna Düsseldorf | 1 - 0 | Hambourg SV       |

## Finale
| Entraîneur :   |
| Willibald Hahn |

| Entraîneur :      |
| Hermann Lindemann |

| Entraîneur :   |
| Willibald Hahn |

| Entraîneur :      |
| Hermann Lindemann |